# Alexandra Tavernierová
Alexandra Tavernierová (* 13. prosince 1993 Annecy, Francie) je francouzská atletka, jejíž specializací je hod kladivem. V této disciplíně je bronzovou medailistkou z mistrovství světa v Pekingu a juniorskou mistryní světa z MSJ 2012 v Barceloně. V současnosti reprezentuje klub Annecy Haute-Savoie Athlétisme, jejím trenérem je Walter Ciofani. Osobním maximem Tavernierové je hod z roku 2015 dlouhý 74,39 metru.